# Tsgabu Grmay
Tsgabu Gebremaryan Grmay (Mekele, 25 de agosto de 1991) é um ciclista profissional etiope que atualmente corre para a equipa Team BikeExchange de categoria UCI WorldTeam.
Após estar dois anos no Centro Mundial de Ciclismo (CMC) em Aigle (Suíça), em 2012 alinhou pela equipa sul-africana MTN Qhubeka, equipa no que esteve três temporadas para depois dar o salto ao ciclismo de primeiro nível com a equipa italiana Lampre-Merida, se convertendo no primeiro ciclista etiope da equipa e o segundo africano em correr em dito equipa.

## Palmarés
- 2012
  - 2.º no Campeonato Africano Contrarrelógio

- 2013
  - Campeonato da Etiópia em Estrada  
  - Campeonato da Etiópia Contrarrelógio  
  - 1 etapa do Tour de Taiwan

- 2014
  - Campeonato da Etiópia em Estrada  
  - Campeonato da Etiópia Contrarrelógio

- 2015
  - Campeonato Africano Contrarrelógio 
  - Campeonato da Etiópia Contrarrelógio  
  - Campeonato da Etiópia em Estrada

- 2016
  - 2.º no Campeonato Africano Contrarrelógio

- 2017
  - Campeonato da Etiópia Contrarrelógio

- 2018
  - Campeonato da Etiópia Contrarrelógio

- 2019
  - Campeonato da Etiópia Contrarrelógio

## Resultados em Grandes Voltas e Campeonatos do Mundo
| Corrida                | Corrida                | 2012 | 2013 | 2014 | 2015  | 2016 | 2017 | 2018 | 2019 | 2020 | 2021 |
| ---------------------- | ---------------------- | ---- | ---- | ---- | ----- | ---- | ---- | ---- | ---- | ---- | ---- |
|                        | Giro d'Italia          | —    | —    | —    | 91.º  | —    | —    | —    | —    | —    | —    |
|                        | Tour de France         | —    | —    | —    | —     | 92.º | 73.º | Ab.  | —    | —    | —    |
|                        | Volta a Espanha        | —    | —    | —    | 125.º | 62.º | —    | —    | 62.º | 54.º | —    |
| Mundial em Estrada     | Mundial em Estrada     | —    | —    | —    | —     | —    | —    | Ab.  | —    | —    | —    |
| Mundial Contrarrelógio | Mundial Contrarrelógio | —    | —    | —    | —     | —    | —    | 39.º | —    | —    | —    |

—: não participa

Ab.: abandono

## Equipas
- MTN Qhubeka (2012-2014)
- Lampre-Merida (2015-2016)
- Bahrain Merida (2017)
- Trek-Segafredo (2018)
- Mitchelton/BikeExchange (2019-)
- Mitchelton-Scott (2019-2020)
- Team BikeExchange (2021-)